# Arts jaïn
 (novembre 2006).
Les arts jaïn se marquent par leurs nombreuses contributions. Bien que la taille de leur communauté soit, à l'échelle de l'Inde, limitée, leurs réalisations de qualité constituent un apport remarquable au développement de plusieurs domaines artistiques dans leur pays.

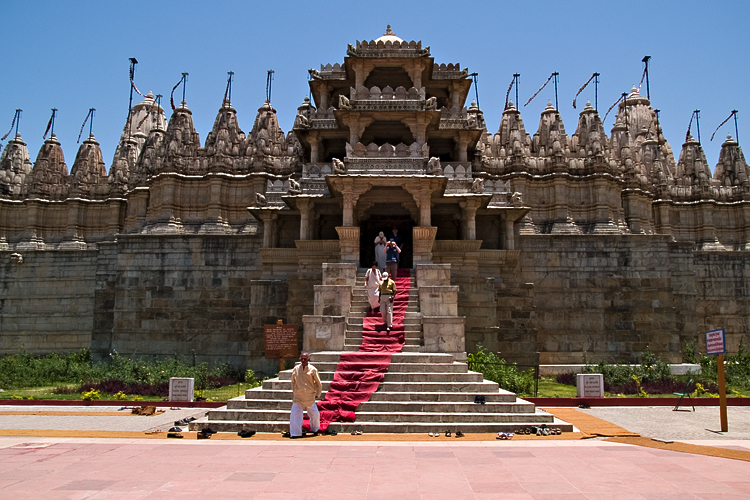
Temple jaïn, Ranakpur, Rajasthan, Inde

## Architecture
Les jaïns n'ont pas créé un type d'architecture particulier, car ils ont toujours adopté les traditions des constructions indiennes locales. Par exemple, en Inde du Nord, ils ont suivi le style vaishnava, et Inde du Sud le style dravidien. Leurs stūpas ne se distinguent pas, par leur forme, de ceux des bouddhistes et leur flèche curvilinéaire est identique, dans sa silhouette, à celle des temples brahmaniques.
Bien qu'ils n'aient pas introduit de style propre, on doit cependant dire qu'ils ont produit des exemples architecturaux nombreux et des plus raffinés, dans différents endroits de l'Inde. À cet égard, il est évident qu'ils ont manifesté un grand amour du pittoresque, dans la sélection des sites pour bâtir leurs édifices religieux, tels que temples, villes-temples, grottes-temples, stūpas, piliers, et tours.

### Les temples
Les jaïns ont élevé leurs temples soit au sommet de collines isolées, soit dans des vallées profondes et reculées et comme ils considèrent que construire est un acte méritoire, ils en ont édifié un nombre inhabituellement important, dans toute l'Inde, et aujourd'hui dans le monde entier. Environ 90 % de ceux-ci sont financés par des dons de simples particuliers riches.
Parmi ces nombreux temples, les deux en marbre du Mont Âbû, au Rajasthan, sont considérés comme leurs réalisations les plus remarquables.
Ils passent pour des modèles inégalés du style occidental, ou gujarati, caractérisés par une large utilisation de colonnes ciselées, d'une richesse inimaginable, par des chapiteaux magnifiques et par des plafonds, en marbre, exquis, avec des pendentifs en saillie. La beauté et la délicatesse de leurs ciselures et la richesse de leur ornementation sont bien connus. Comme Cousens le fit remarquer : « la somme de détails ornementaux splendides que l'on trouve dans ces temples, dans la décoration, minutieusement ciselée, des plafonds, des piliers, des portails, des caissons et des niches, est tout simplement merveilleuse. Le traitement nervuré, fin, translucide comme de la coquille, du marbre, surpasse tout ce que l'on peut voir ailleurs. Certains ornements sont de véritables rêves de beauté. L'œuvre est si délicate qu'une ciselure ordinaire aurait été désastreuse. On prétend que beaucoup a été réalisé en grattant le marbre et que les sculpteurs étaient payés à la quantité de poussière ainsi enlevée. »
Le temple jaïn de Ranakpur, au Rajasthan, dans le Mewar, bâti au XVe siècle, est le plus vaste, le plus complexe et le plus complet pour le rituel. Il couvre une superficie de 4 500 m2 environ et, sur la qualité de sa construction, James Fergusson, architecte et historien d'art renommé, fait remarquer que « Le nombre immense de parties du bâtiment et leur petitesse générale ne lui permettent pas de se réclamer d'une grandeur architecturale, mais la variété de ces parties, leur beauté dans les détails (il n'y a pas deux colonnes dans tout l’édifice qui soient exactement pareilles), la grâce avec laquelle elles ont été disposées, le mélange plein de goût des dômes de différentes hauteurs, avec des plafonds plats, et la façon dont la lumière pénètre, se combinent pour produire un effet excellent. Vraiment, je ne connais aucun édifice, en Inde, de la même classe, qui laisse une si agréable impression ou qui apporte tant de suggestions pour l'arrangement gracieux des colonnes dans un intérieur ».

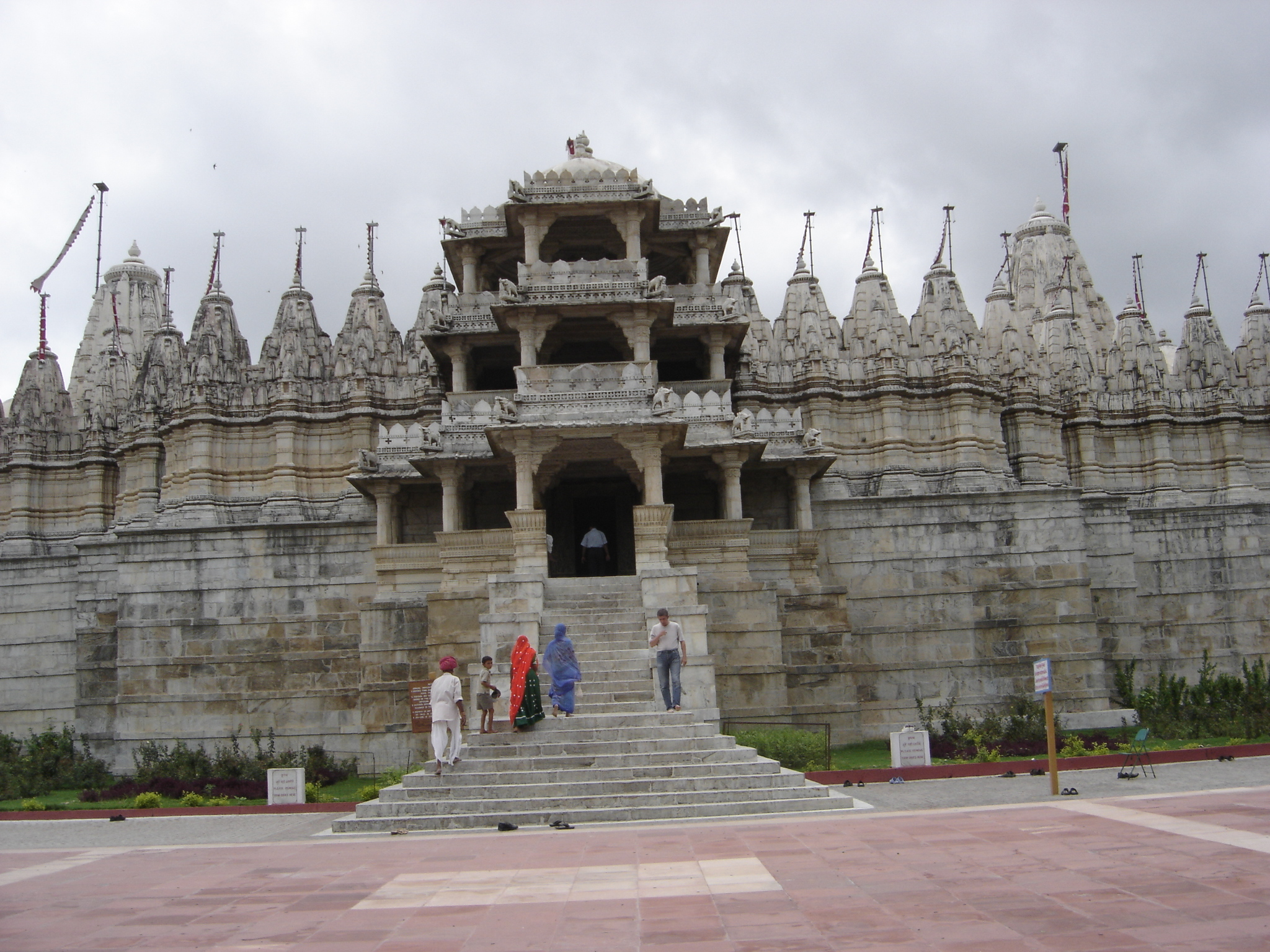
Extérieur du temple jaïn de Ranakpur

Parmi d'autres beaux temples, mentionnons ceux de Parshvanâtha à Khajurâho dans le Bundelkhand (Madhya Pradesh), de Lakkundi dans le nord du Karnataka, de Jinanâthapura Basadi près de Shravanabelgola dans le sud du Karnataka, de Seth Hathisinghi à Ahmedabad et de Hose Vasadi à Mûdabidri, dans le Karnataka également.
Un certain nombre de ces temples ont été transformés en mosquées, du fait de leur structure aisément réutilisable pour le culte musulman. De conception hypostyle, et de ce fait très lumineux, ils ont non seulement fourni aux musulmans les matériaux le plus souvent adoptés pour cela, mais a aussi donné à leurs architectes des idées qu'ils ne tardèrent pas à reprendre. Ainsi, les grandes mosquées d'Ajmer, de Delhi, de Kanauj et d'Ahmedabad, sont des reconstructions sur des temples jaïns ou hindous.

### Villes-temples
Le fait de regrouper leurs sanctuaires dans ce que l'on peut qualifier de « villes-temples » est une particularité que les jaïns ont pratiquée, à un degré plus étendu qu'aucune autre religion, en Inde. On trouve de telles villes-temples entre autres à Shatrunjaya, Palitana et Girnâr au Gujarat, à Sammed-Shikkar au Bihar, à Sonâgiri au Madhya Pradesh, à Muktâgiri dans le Vidarbha, à Kunthalgiri au Maharashtra, à Shravanabelgola dans le district d'Hassan et à Mûdabidri dans le district du Kanara sud au Karnataka.

### Grottes-temples
Comme les bouddhistes, les jaïns ont construit plusieurs temples creusés dans des grottes, depuis des époques très anciennes, mais leurs dimensions sont plus petites que celles des bouddhistes, car ces derniers ont donné une prééminence au rite collectif sur le rite individuel. Les grottes-temples les plus nombreuses sont dans les monts Udayagiri et Khandagiri, dans l'Orissa. Le pittoresque de leurs formes, le style de leurs sculptures et leurs détails architecturaux, joints à leur grande ancienneté, mettent ces temples au rang des plus importants de l'Inde. Ils datent, avec ceux de Junagadh dans le Gujarat, du IIe siècle av. J.-C. Les autres sont plus tardifs. Parmi ces derniers, les plus importants se trouvent à Aihole et à Badami dans le district de Bijapur au Karnataka, à Ankâi et à Patna dans le district de Khandesh au Maharashtra, à Ellora et à Oosmanabad dans le Marathwada, à Chamâr Lenâ près de la ville de Nasik au Maharashtra et à Kalugumalai dans le district de Tinnevelly au Tamil Nadu.

### Stūpas
Également comme les bouddhistes, les jaïns ont érigé des stūpas en l'honneur de leurs saints, avec leurs accessoires de clôtures, de portes décorées d'ombrelles en pierre, de piliers finement sculptés et de statues. Des restes anciens de stūpas jaïn ont été découverts dans le tertre de Kankâlî, près de Mathura, dans l'Uttar Pradesh. On pense qu'ils remontent au Ier siècle av. J.-C..

### Piliers

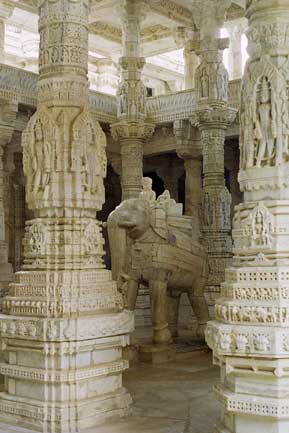
Colonnes de marbre dans le temple de Ranakpur

Un autre apport remarquable des jaïns, sur le plan architectural, est l'utilisation marquée des piliers (stambha), de forme agréable et d'une grâce particulière, que l'on trouve accolés à beaucoup de leurs temples. James Fergusson dit, à propos de ces piliers, qu'il semble que c'est à cause de  iconoclasme des musulmans qu'on ne les trouve pas souvent là où ils s'élevaient autrefois, et que — pour cette raison ou pour une autre — on les rencontre plus fréquemment en Inde du Sud.
En ce qui concerne ceux qui se trouvent dans le district du Kanara sud au Karnataka, le chercheur Walhouse fait remarquer que « l'ensemble du faîte et du baldaquin sont une merveille de lumière, une œuvre élégante de pierre très décorée que rien ne peut surpasser ». Il ajoute que « la grâce de ces beaux piliers, leurs proportions, leur adaptation parfaite à l'environnement, et leur riche décoration ne heurtent jamais ».
D'après une autre éminente autorité en matière d'architecture, Vincent Smith, « dans tout l'art indien, il n'y a rien qui puisse égaler ces piliers, dans le district de Kanara, en matière de bon goût. »

### Tours
Les jaïns, spécialement ceux du nord de l'Inde, ont construit un grand nombre de tours qui sont dédiées à leurs Tîrthankaras. Il y en a encore une par exemple à Chittor (Rajasthan), qui est considérée comme l'un des monuments les mieux préservés du pays. C'est un spécimen particulièrement élégant de 23 mètres de hauteur environ. La tour est ornée de sculptures et de profilés de la base au sommet. Construite au XIIe siècle, elle est dédiée à Adinâtha, le premier Tîrthankara. Des représentations nues de lui sont répétées cent fois, sur le devant de cette tour.

## Sculpture
On trouve un très grand nombre de sculptures jaïna, pratiquement à travers toute l'Inde, qui ont pour certaines été réalisées à une époque très ancienne. Le sujet le plus courant de la statuaire jaïn est la représentation des Tîrthankaras. Toutefois, aucune place n'a été laissée au libre cours de l'imagination des sculpteurs, d'une façon générale, pour ce qui est de la forme et de la pose, qui sont prescrites depuis l'origine par la religion jaïne. Elles sont donc fort semblables, si bien qu'on ne peut les distinguer par leur style, quelle que soit l'époque à laquelle elles remontent, et l'endroit où on les trouve.
Ces statues sont réalisées dans toutes les tailles et en toutes sortes de matériaux. Elles ont, presque toujours, la même attitude, soit debout ou assise ; les petites sont en cristal, en albâtre, en stéatite, en sanguine, et en diverses autres matières précieuses ou semi-précieuses, les grandes étant taillées dans les différentes sortes de pierres trouvées localement.

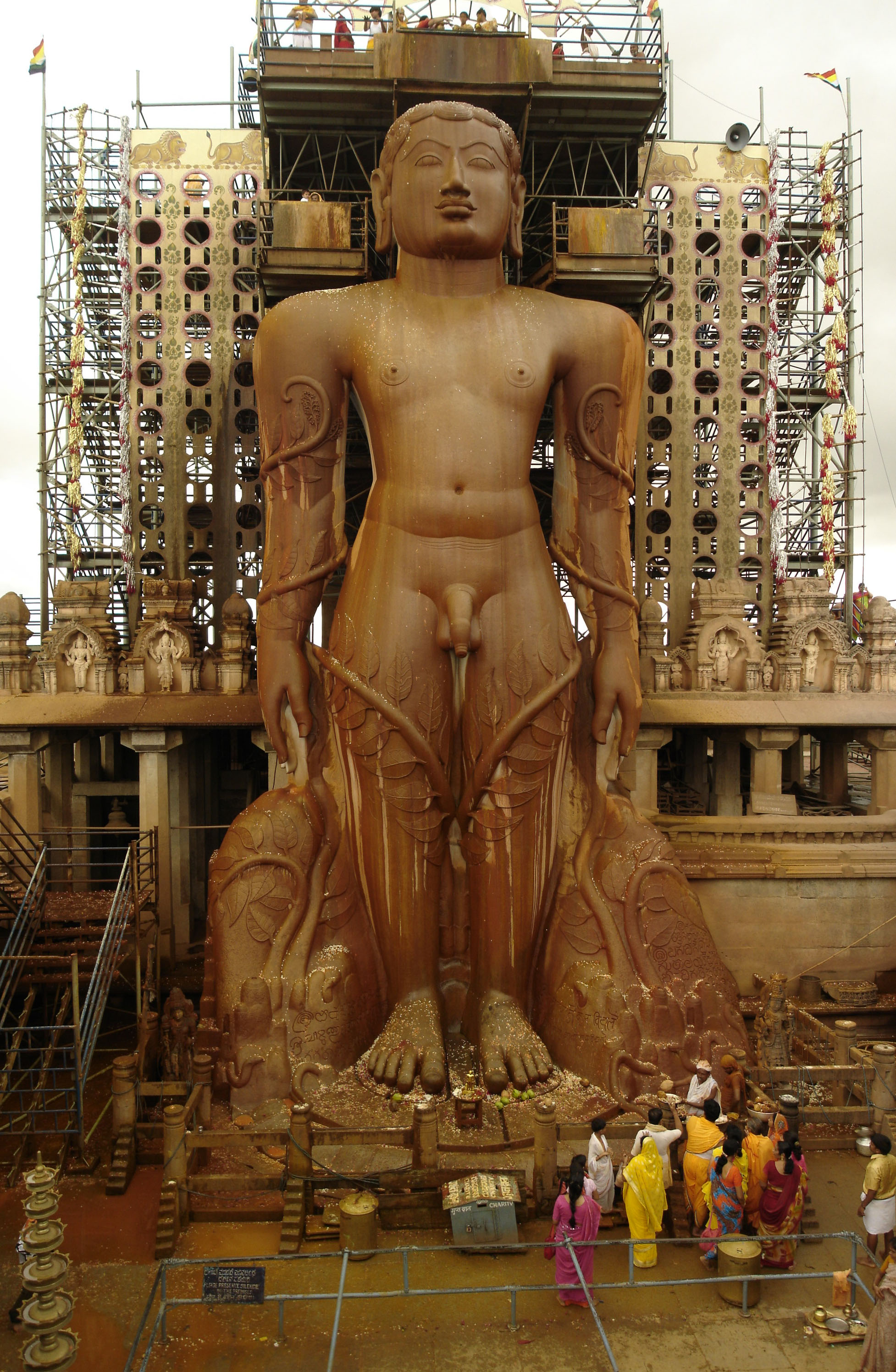
Statue de Bahubali à Shravanabelagola

Les statues jaïnes les plus remarquables sont incontestablement les célèbres colosses de l'Inde du sud. Ce sont les plus grandes de toute l'Asie. Il y en a trois, dans l'État du Karnataka, une à Shravanabelgola, érigée en 981 apr. J.-C., haute de 18 mètres, une à Kârkala, érigé en 1432, qui mesure 13 mètres de haut, et la troisièeme Yenûra ou Venûra, érigée en 1604, qui mesure 11 mètres. Ces trois colosses représentent le Seigneur Bâhubali, le fils du premier Tîrthankara, Âdinâtha. Ils sont placés sur des éminences et on les voit à des kilomètres à la ronde. Malgré leur formalisme, ils inclinent au respect, en raison de leur masse et de leur de sérénité pleine de dignité. Ces trois statues sont considérées, par James Fergusson et Vincent Smith, comme les œuvres les plus remarquables de l'art en Inde du sud.

### Sculpture décorative
Vincent Smith juge inégalées les réalisations des jaïns dans le domaine de la sculpture décorative, distincte de la sculpture individuelle. Selon lui, « Les Jaïns ont encouragé un travail d'un niveau élevé en excellence et en beauté pour orner, de façon absolument magnifique, les pièces à colonnes qui constituent leur forme d'architecture favorite. Rien au monde ne peut surpasser, en finesse et en richesse dans les détails, les colonnes de marbre et les plafonds de ceux du Mont Abu. On pourrait remplir un gros livre de reproductions de leurs œuvres, plus ou moins semblables, et aussi exquises, qui se trouvent dans de nombreuses localités ».

## Peinture
Les jaïns ont également contribué dans une large mesure au développement de l'art pictural en Inde. Leur tradition en la matière est aussi ancienne que celle de la peinture bouddhique. On trouver une grande quantité d'œuvres de qualité, peintes sur des murs, sur des feuilles de palmier, sur du tissu, sur du bois, etc. Les jaïn possèdent un important trésor de peintures à la main, dans le style indien occidental, quelquefois appelé « style du Gujarat », ou plus spécifiquement « style jaïna ».

#### Sur l'art et l'architecture
- James Fergusson, History of Indian and Eastern Architecture, vol. II, London, John Murray, 1910, xvi + 450 (lire en ligne), « Jaina Architecture », p. 3 - 83

- (en) James C. Harle, The Art and Architecture of the Indian Subcontinent, New Haven - London, Yale University Press, 1994, 601 p. (ISBN 978-0-300-06217-5)
- (en) Julia A. B. Hegewald, « Architectural, sculptural, and religious change: a new interpretation of the Jaina temples at Khajuraho », dans Peter Flügel, Studies in Jaina History and Culture. Disputes and Dialogues, London - New York, Routledge, 2006, 496 p. (ISBN 978-0-415-50214-6, lire en ligne), p. 401-418
- (en) Sehdev Kumar, Jain Temples of Rajasthan, Abhinav Publications, 2001 (ISBN 978-8-17-017348-9)
- (en) Jyontindra Jain et Eberhard Fischer, Jaina Iconography, vol. I : The Tīrthankara in Jaina Sculptures, Art and Rituals, Leyde, Brill, 2023 (1re éd. 1978) (ISBN 978-9-004-66669-6)
- (en) Jyontindra Jain et Eberhard Fischer, Jaina Iconography, vol. II : Objects of Meditation and the Pantheon, Leyde, Brill, 2023 (1re éd. 1978) (ISBN 978-9-004-66670-2)
- (en) Laxmi Mall Singhvi et Tarun Chopra, Jain Temples in India and Around the World, Honolulu, Honolulu Academy of Arts, 2003, 183 p. (ISBN 978-8-170-02079-0)
- (en) Maruti Nandan Prasad TIWARI et Śānti Svarūpa SINHA, Jaina Art and Aesthetics, New Delhi, Aryan Books, 2011, 238 p. (ISBN 978-8-173-05405-1)
- Andreas Volwahsen (trad. Marcelline de Montmolli), Inde : bouddhique, hindoue, jaïna, Fribourg (Suisse), Office du Livre, coll. « Architecture universelle », 1968, 192 p.
- (en) Darya Vorobyeva, « The Architecture of the Early Medieval Jain Temple and Ritual. The Analysis of Ellora Caves », Advances in Social Science, Education and Humanities Research, vol. 324,‎ 2019, p. 93-96 (lire en ligne)

#### Autres
- Pierre Amiel, B.A.-BA du Jaïnisme, Éditions Pardès, 2008 (ISBN 978-2-86714-411-0)
- Pierre Amiel, Les Jaïns aujourd'hui dans le monde, Paris, Éditions l'Harmattan, 2003 (ISBN 2-7475-5354-X)
- Dayanand Bhargave, Jaïna Ethics, Delhi, 1968
- Colette Caillat, Les Expiations dans le rituel ancien des religieux jaïna, De Boccard (1965)
- Colette Caillat et Ravi Kumar, La Cosmologie jaïna, Chêne/Hachette (1981)  (ISBN 2 85108 290 6)
- Bool Chand et Sagarmal Jaïn, trad. de l'anglais par Pierre Amiel, Mahâvîra, le « Grand Héros » des Jaïns, Maisonneuve et Larose (1998)  (ISBN 2 7068 1326 1)
- A. Chakravarti, The Religion of Ahimsâ, Bombay, 1957
- A. Guérinot, La Religion Djaïna, Paul Geuthner, 1926, 351 p. + XXV planches [présentation en ligne]
- Paulette Letty-Mouroux, Une nouvelle approche du Jaïnisme, Paris, Éd. Detrad, 1994, 89 p.
- Paulette Letty-Mouroux, Cosmologie numérique Teerthankara. Essai sur la symbolique dans le jaïnisme, Paris, Éd. Detrad, 125 p.
- Jean-Pierre Reymond, L'Inde des Jaïns, Éd. Atlas, 1991, 122 p.
- Nicole Tiffen, Le Jaïnisme en Inde, Weber, Genève, Éd. Weber, 1987, 116 p.  (ISBN 7047440631).
- Vilas Adinath Sangave, Le Jaïnisme. Philosophie et religion de l'Inde, Guy Trédaniel, 1999, 224 p.  (ISBN 2844450784).
- N. Shanta, La Voie jaina. Histoire, spiritualité, vie des ascètes pèlerines de l'Inde, préface de Raymon Panikkar, Paris, éd. O.E.I.L., 1985, 613 p.  (ISBN 2868390269).